# Proteïna-cinasa

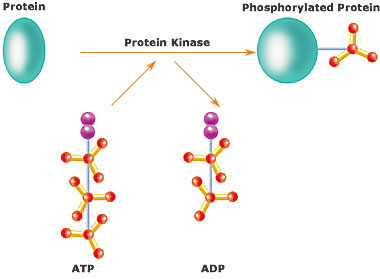
Fosoforilació de la proteïna

Una proteïna-cinasa és un enzim cinasa que modifica unes altres proteïnes per addició química de grups fosfat (fosforilació). La fosforilació normalment resulta en un canvi funcional de la proteïna objectiu (substrat) per canvi de l'activitat dels enzims, localització cel·lular, o associació amb altres proteïnes. El genoma humà conté unes 500 gens de proteïnes-cinasa i constitueixen un 2% de tots els gens humans. Les proteïnes-cinases també es troben en els bacteris i les plantes. Més del 30% de totes les proteïnes humanes poden ser modificades per l'activitat de la cinasa, i se sap que les cinases regulen la majoria de les vies cel·lulars, especialment aquelles que estan implicades en la transducció del senyal.

## Activitat química

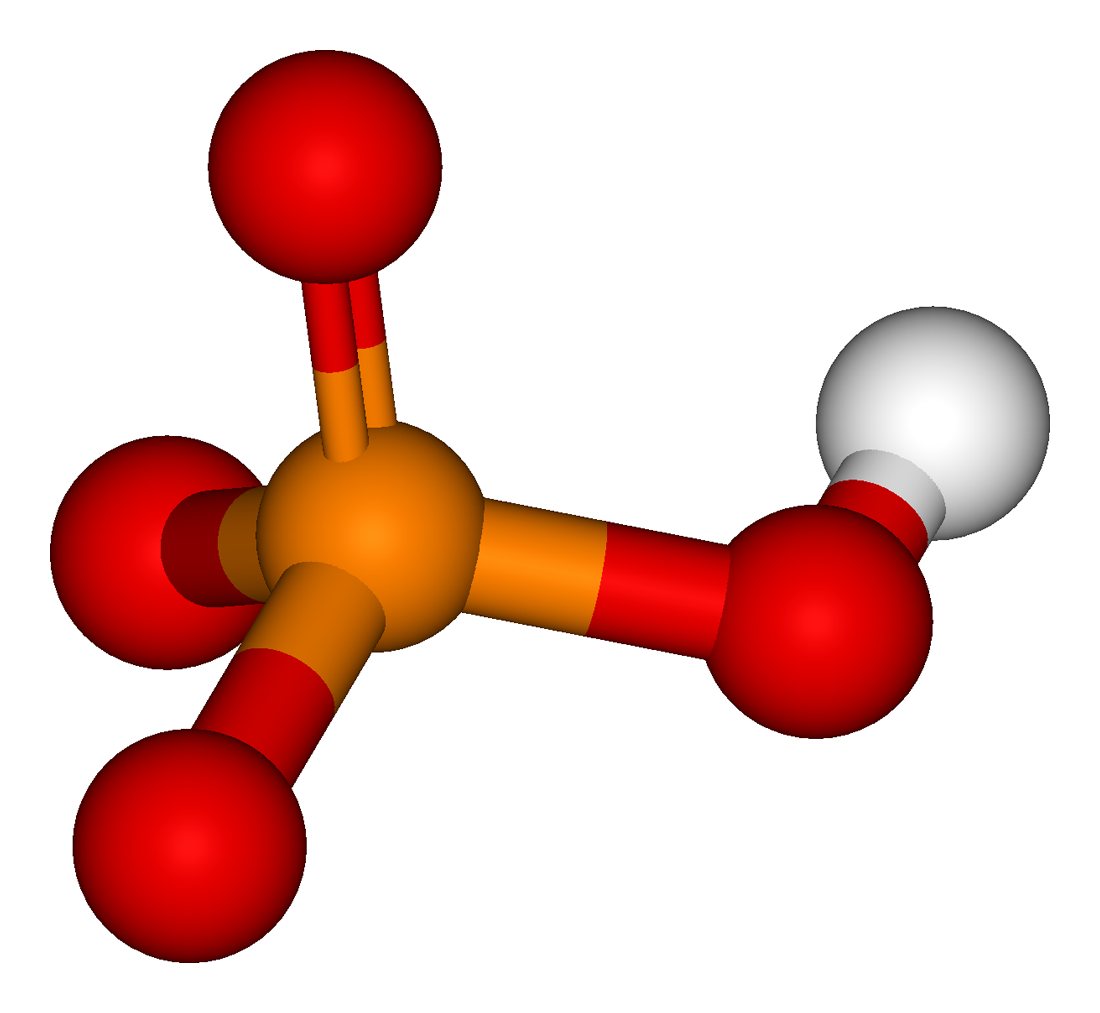
Un model de boles i pals de la molècula de fosfat inorgànic (H_{}PO₄^{2−}). Codi de color: P (taronja); O (vermell); H (blanc).

L'activitat química de la cinasa implica transferir un grup fosfat d'un trifosfat nucleòsid (normalment ATP) i unir-lo covalentment a uns altres tres aminoàcids que tenen un grup hidroxil. La majoria de les cinases actuen sobre ambdues serina i treonina, altres actuen sobre la tirosina, i un gran nombre de (cinases d'especificitat dual) actuen en totes tres. També hi ha proteïnes-cinasa que fosforilen altres aminoàcids, incloent les histidina-cinases que fosoforilen residus químics d'histidina.

## Regulació
Pel fet que les proteïnes-cinasa tenen efectes profunds sobre la cèl·lula, la seva activitat està altement regulada. Les cinases s'activen i desactiven per la fosforilació (de vegades per la mateixa cis fosforilació/autofosforilació),enllaçant activadors de proteïnes o proteïnes inhibidores, o petites molècules, o per control de la seva localització en la cèl·lula respecte als seus substrats.

## Estructura
Les subunitats catalítiques de moltes proteïnes-cinasa són molt conservades en la seva seqüència i s'han dilucidat diverses estructures.
Les proteïnes-cinases eucariotes són enzims que pertanyen a l'extensa família de les proteïnes que comparteixen un nucli catalític conservat.

## Grups de proteïna-cinases
La família de proteïna-cinases humanes es divideixen en els següents grups:
- Cinases AGC – que contenen PKA, PKC i PKG.
- Cinases CaM – contenen les proteïnes-cinasa calci/calmodulina-dependent.
- CK1 – contenen el grup cinasa caseïna 1.
- CMGC – contenen les cinases CDK, MAPK, GSK3 i CLK
- STE - contenen els homòlegs de les cinases de llevat Sterile 7, Sterile 11, i Sterile 20.
- TK - contenen les cinases tirosina.
- TKL – contenen el grup de cinases similar a tirosina-cinasa.

## Proteïna-cinasa específiques de la serina/treonina

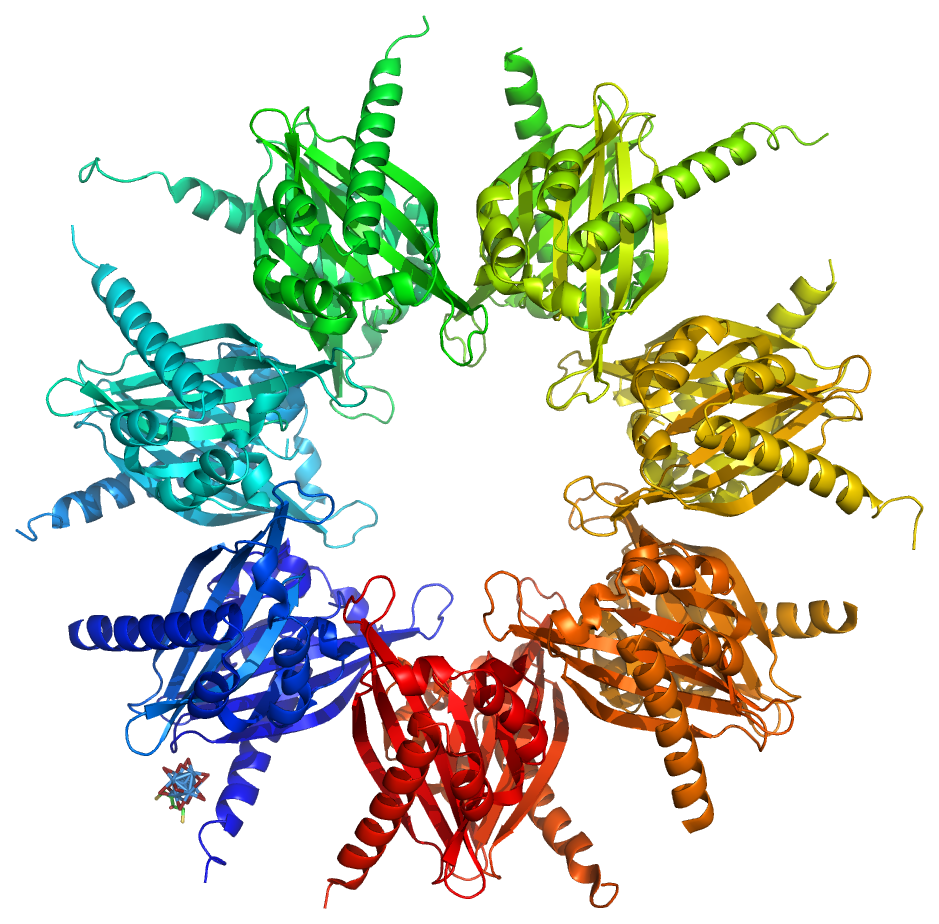
La proteïna-cinasa II calci/calmodulina-dependent és un exemple de proteïna (CaMKII) proteïna-cinasa específica de la serina/treonina.